# جیم گوچ
جیم گوچ (انگلیسی: Jim Gooch؛ زادهٔ ۱۳ آوریل ۱۹۵۱) سیاست‌مدار اهل ایالات متحده آمریکا است و یکی از اعضای جمهوری‌خواه مجلس نمایندگان کنتاکی است که از ژانویه ۱۹۹۵ به نمایندگی از ناحیه ۱۲ فعالیت می‌کند. گوچ از سال ۱۹۸۲ تا ۱۹۸۶ شهردار پراویدنس، کنتاکی بود. گوچ برای اولین بار در سال ۱۹۹۴ پس از بازنشستگی دورسی ریدلی انتخاب شد. گوچ در دسامبر ۲۰۱۵ احزاب را از دموکرات به جمهوری‌خواه تغییر داد.